# Romeo (Dateisystem)
Romeo ist der Name eines Dateisystems für CD-ROMs.
Es wurde von Adaptec zusammen mit dem Brennprogramm Easy-CD-Pro als Erweiterung der Spezifikation für CD-ROM-Dateisysteme nach ISO 9660 für Windows 9x, ME, NT und 2000 entwickelt. Es steht technisch in Konkurrenz zu Joliet. Es sind 128 Zeichen für Datei- sowie Verzeichnisnamen möglich, aber keine Unicode-Zeichen. Romeo ist nicht abwärtskompatibel zu ISO 9660. Implementierungen abseits der Windows-Betriebssysteme gibt es nicht. Bei Benutzung unter DOS werden die Dateinamen nach dem achten Zeichen gekappt, wodurch es zur Uneindeutigkeit der Dateinamen kommen kann, sofern diese in den ersten acht Zeichen übereinstimmen.
Adaptec entwickelt Romeo nicht weiter; es wird als obsolet bezeichnet.